# 莫里紐斯 (戈亞斯州)
17°43′47″S 49°04′42″W / 17.72972°S 49.07833°W

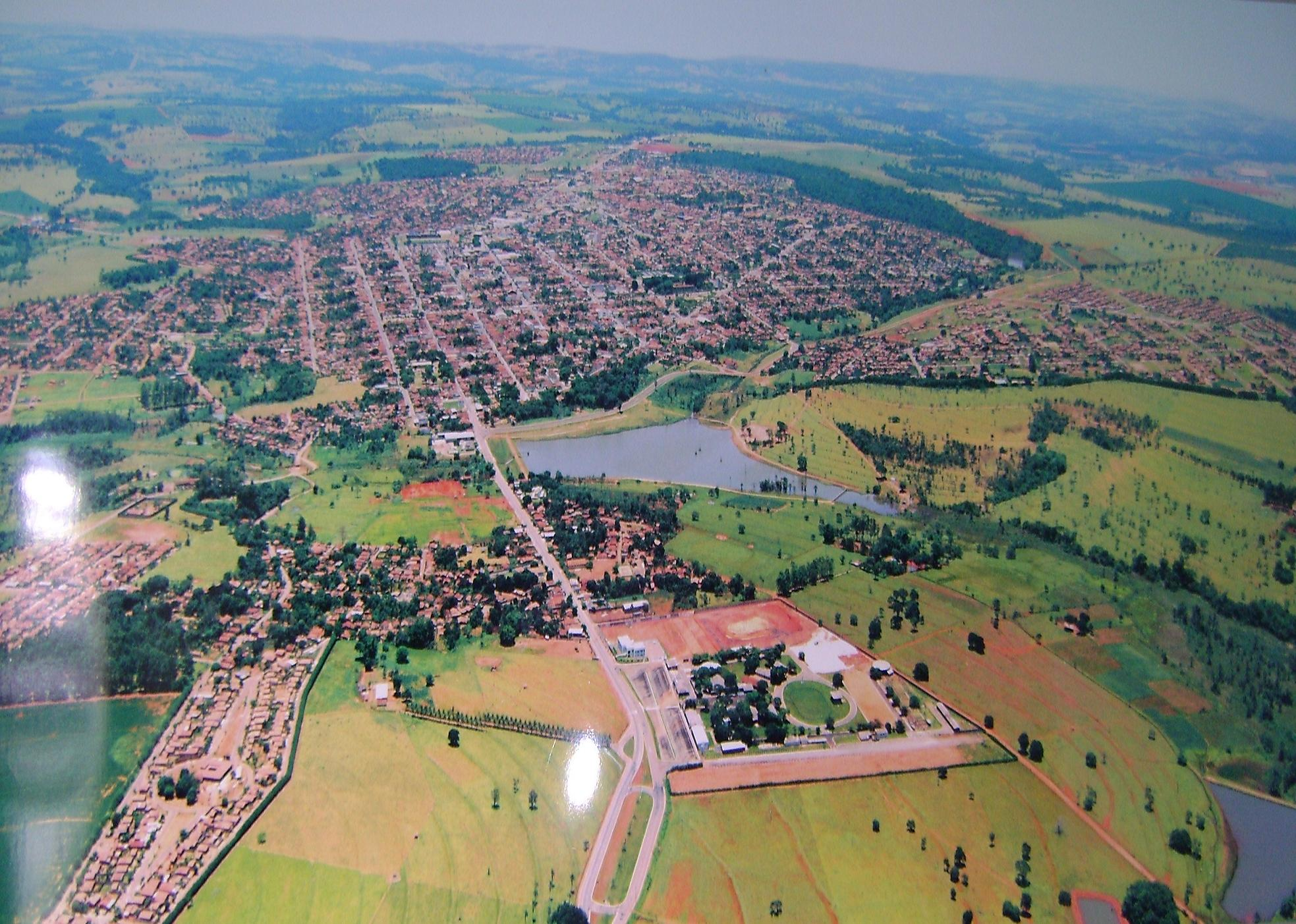

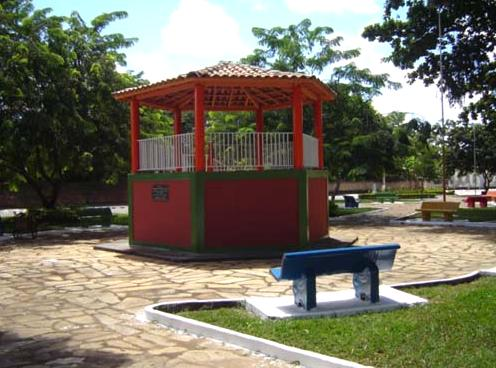

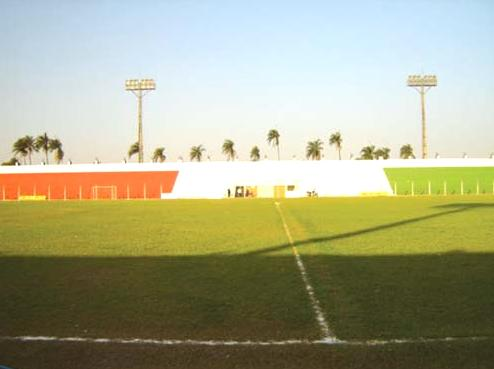

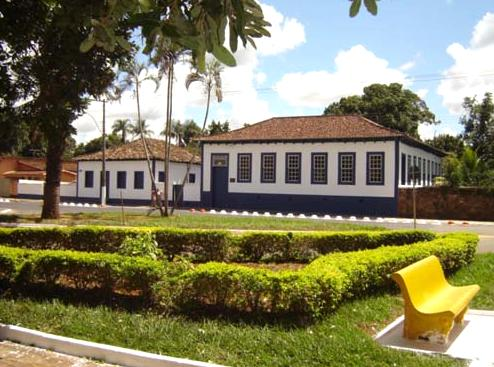

莫里紐斯（葡萄牙語：Morrinhos），是巴西的城鎮，位於該國中部，由戈亞斯州負責管轄，始建於1845年7月16日，面積2,846平方公里，海拔高度771米，2010年人口41,460，人口密度每平方公里14.57人。